# L'Express (Suisse)
Pour les articles homonymes, voir L'Express (homonymie).
L'Express est un quotidien suisse de langue française publié à Neuchâtel. Il appartient au groupe ESH Médias, propriété de Philippe Hersant. Le titre fusionne en janvier 2018 avec L'Impartial, son homologue de La Chaux-de-Fonds, pour devenir ArcInfo.

## Histoire de laFeuille d’Avis de Neuchâtel
Le premier numéro de la Feuille d’Avis de Neuchâtel porte la date du 2 octobre 1738. Imprimé par François-Louis Lichtenhahn. Il n’est composé que d’un feuillet recto verso édité tous les jeudis : le recto est consacré aux avis et annonces, le verso aux nouvelles du jour. À ce titre, il est le plus ancien quotidien de langue française encore publié.
Les premières années d’existence de la Feuille d’Avis se révèlent aléatoires : changement d’éditeurs, modification du format et du nom (elle devient un temps la Gazette utile et curieuse). Il faut attendre le début du XIXe siècle pour que le titre connaisse une plus grande stabilité.

### Rachat par Chrétien-Henri Wolfrath (1778-1839)
Chrétien-Henri Wolfrath (1778-1839), émigré allemand originaire de Hanovre et installé à Neuchâtel depuis 1805, reprend en mars 1814 à Marianne Fauche-Borel, la Feuille d’Avis de Neuchâtel. Grâce à cette acquisition, il devient imprimeur du Gouvernement dans la Principauté prussienne. 
Dès lors, et paraissant encore à un rythme hebdomadaire, la Feuille d’Avis de Neuchâtel s’enrichit peu à peu de faits divers, d’informations d’intérêt général, de « variétés », de correspondances de l’étranger, puis d’une rubrique hebdomadaire.

### René-Alfred-Henri Wolfrath (1820-1897)
René-Alfred-Henri Wolfrath (1820-1897), fils de Chrétien-Henri Wolfrath transformera la Feuille d'Avis en un véritable journal. Après avoir traversé, non sans remous, la Révolution neuchâteloise de 1848, la Feuille d’Avis de Neuchâtel, bihebdomadaire dès 1855 et trihebdomadaire dès 1874, adopte une diffusion quotidienne dès le 18 décembre 1884.
Au fil des années, elle voit son contenu s’élargir, offrant aux lecteurs des chroniques locales et régionales, un bulletin politique national et international, des éditoriaux, des feuilletons, des bulletins financiers, des observations météorologiques, un courrier des lecteurs, des avis mortuaires et un état-civil. Avant la fin du XIXe siècle, celle qui se nomme dès 1860 la Feuille d’Avis de Neuchâtel et du Vignoble neuchâtelois (elle gardera ce titre jusqu’en 1944) affiche un tirage de 5000 exemplaires.

### Henry Wolfrath (1863-1943)
Henry Wolfrath (1863-1943), troisième génération aux commandes du journal, entre dans l’entreprise en 1883. Membre fondateur et premier président de la Société neuchâteloise des éditeurs de journaux en 1897, il accompagne le quotidien dans sa transformation technologique : en 1904, la Feuille d’avis de Neuchâtel utilise pour la première fois une rotative qui imprimera 5000 à 6000 exemplaires par heure. Une linotype est installée en 1911. Deux ans plus tard, en 1913, l’entreprise se dote d’une nouvelle rotative capable de produire un journal de 16 pages à raison de 20 000 exemplaires à heure.
En 1900, la Feuille d'avis de Neuchâtel compte six employés, dont Henry Wolfrath lui-même. L’entreprise se développe et se constitue, en 1919, en société anonyme portant le nom de « Imprimerie Centrale et de la Feuille d’Avis de Neuchâtel SA ». Elle compte un nombre grandissant de collaborateurs. Lorsque le journal fête son bicentenaire en 1938, ils sont six fois plus nombreux qu’au début du XIXe siècle. Une année plus tard, le 1er mai, la publicité quitte la « Une » du journal pour les pages intérieures afin de laisser sa place à l’information.

### Marc Wolfrath (1904-1978)
Marc Wolfrath (1904-1978) continuera l’entreprise familiale dès 1928 durant cinquante années. Sous son ère, le journal étend peu à peu son rayon d’action : À la fin des années 1960, la Feuille d’Avis de Neuchâtel engage une profonde mutation de son titre : dès le 3 décembre 1969, elle affiche celui de la FAN, avant de fusionner, le 1er décembre 1971, avec L’Express et de prendre le titre FAN-L’Express. Ce nouveau titre étoffe les rubriques régionales et accentue son rôle au sein de la région en multipliant et diversifiant les informations, les commentaires et l’illustration.  

## Histoire deL’Expressde Neuchâtel
L’Express de Neuchâtel paraît pour la première fois en 1891. Jusqu’en 1938, c’est un quotidien du matin, accueillant annonces, avis officiels, nouvelles locales et régionales et feuilleton quotidien dans ses colonnes. En 1939, il devient un quotidien du soir, quittant son caractère régional pour se tourner vers les grands moments d’actualité suisse et internationale accompagnés de nombreuses illustrations.
Dès le 16 octobre 1962, il se recentre sur l’actualité régionale, orientée essentiellement sur la région de Neuchâtel-Bienne-Jura. Dès le 16 décembre 1963, il devient l’édition du soir de la Feuille d’Avis de Neuchâtel. 
Dès le 2 août 1964, L’Express redevient un quotidien du matin. Il a alors, avec la Feuille d’Avis de Neuchâtel, un contenu identique, tout en conservant son titre. Pour éviter toute confusion, L’Express, devenu l’édition romande de la Feuille d’Avis de Neuchâtel, n’est plus mis en vente dans les districts de Neuchâtel, de Boudry, du Val-de-Ruz et du Val-de-Travers.
Le 1er décembre 1971, L’Express fusionne avec la Feuille d’Avis de Neuchâtel. Il faudra attendre 1988 pour que le titre de L’Express succède à celui de la FAN.

## LaFAN-L’Express
Lors de son départ en 1978, Marc Wolfrath transmet les rênes de l’entreprise à son fils, Fabien Wolfrath, né en 1942.  Avec lui, le quotidien quitte l’analogique derrière pour entrer dans l’ère informatique. En 1976, les vénérables linotypes avaient cédé la place au système de composition sur écrans et ordinateurs, complété, en 1981, par la photocomposition. 
Une année plus tard, il mène une opération « peau neuve » en regroupant les activités de la FAN-L’Express, de l’Imprimerie Centrale et de Presse-Minute sous le nouveau pavillon nommé Centre-Presse. À côté de la FAN-L’Express, Centre-Presse accueille trois nouvelles publications : le Courrier du Val-de-Ruz, le Journal des Enfants (en coopération avec L’Alsace à Mulhouse) et le Magazine TV-Radio, en coopération avec Le Nouvelliste valaisan. Toujours en 1982, le journal arbore un tirage jamais atteint jusque-là : 36 828 exemplaires. Comptant sur 100 000 lecteurs, il occupe le sixième rang des quotidiens romands. Le 21 septembre 1988, la FAN-L’Express achève sa mutation. Le titre L’Express l’emporte, la Feuille d’Avis de Neuchâtel sera désormais relégué en sous-titre.  Durant cette même année et parallèlement à l’installation d’une rotative dernier cri, l’entreprise quitte le centre-ville pour s’installer dans le nouvel immeuble à la rue Pierre-à-Mazel 39, toujours à Neuchâtel.

## Rapprochement rédactionnel entreL’ExpressetL’Impartial
En 1992, une lettre d’intention est signée entre les partenaires de l’Express et de l’Impartial. 4 années plus tard – en juin 1996 – le rapprochements avec L’Impartial commence à prendre véritablement forme, les différentes facettes de l’édition se mélangeant peu à peu. Gil Baillod, alors rédacteur en chef de L’Impartial, devient directeur des rédactions des deux quotidiens

### Création de la Société Neuchâteloise de Presse
Dans l’optique du rapprochement précédemment initié, L’Impartial est dorénavant imprimé sur la rotative de Neuchâtel. Le processus se poursuit, avec la création en 1999 de la Société Neuchâteloise de Presse, qui intègre les deux titres au sein d’une même société éditrice.

## Vente à Philippe Hersant
Le 8 mars 2002, Fabien et Christian Wolfrath vendent la totalité du capital-actions de L’Express-Communication Holding SA à Philippe Hersant, éditeur de quotidiens régionaux en France, qui développe un groupe de presse en Suisse sous la raison sociale ESH Médias. Fabien Wolfrath, éditeur responsable de L’Express et de L’Impartial, demeure néanmoins aux commandes de l’entreprise, et ce jusqu'au 2 octobre 2008, date de son départ à la retraite. Issu de L’Impartial, Jacques Matthey, directeur général adjoint, lui succède à la tête de l’entreprise.

## Sous le sceau de la collaboration
Pour L'Express et L'Impartial, l’avenir se décline sous le sceau de la collaboration entre quotidiens romands. Ces collaborations commenceront avec leur homologue biennois. Dès le 1er juin 2003, L’Express, L’Impartial et le Journal du Jura resserrent leurs liens rédactionnels en mettant en commun leur réseau de correspondants dans le Jura et le Jura bernois. 
Cette collaboration va s’intensifier dès le 6 février 2007: les trois quotidiens – qui affichent l’enseigne « Arc Presse » à côté de chacun de leur titre – comportent désormais des pages communes pour les rubriques « suisse », « économie » et « monde », et développent une coopération pour les pages « sports » et « culture/société ». Cette collaboration sera élargie aux autres titres du groupe ESH Médias, Le Nouvelliste et La Côte (dès 2011), puis à La Liberté de Fribourg (dès 2016).
Dès 2008, le rapprochement du monde romand de l’information ne se limite plus aux journaux papiers avec l’inclusion de la télévision régionale Canal Alpha. Fort de cette nouvelle collaboration L’Express, L’Impartial et Canal Alpha lancent le 9 septembre 2008 la plateforme multimédia arcinfo.ch. Les articles des deux titres neuchâtelois et les reportages de la télévision régionale y sont alors réunis sur un site internet unique. Canal Alpha quittera cette collaboration en 2011, laissant ainsi L’Express et L’Impartial comme seuls contributeurs d’arcinfo. Le 7 décembre 2010, le site arcinfo.ch fait peau neuve et devient partiellement payant. Les abonnés ont accès à l'intégralité des articles, la partie gratuite se limitant au fil d'information en continu.
Le 4 juin 2013, est mis l'intégralité de leurs archives numériques en ligne, gratuitement à disposition du public. Seuls les derniers mois ne sont accessibles qu'aux abonnés. La Société neuchâteloise de presse, qui édite le journal, en collaboration avec la Bibliothèque publique et universitaire de Neuchâtel et la Bibliothèque nationale suisse, ont mis 5 ans pour archiver 275 années de parutions de L'Express et 123 années de parutions de l'Impartial. L'opération aura coûté plus d'un million de francs. Les archives photographiques de l'Express sont en partie conservées à la Bibliothèque de la ville de La Chaux-de-Fonds,.
Le 23 janvier 2018, L'Express et L'Impartial fusionnent, créant ainsi un quotidien unique s'intitulant Arcinfo diffusé dans l'ensemble du Canton de Neuchâtel.